# Howella
Howella is een geslacht van straalvinnige vissen uit de familie van zaagbaarzen (Percichthyidae). Het geslacht is voor het eerst wetenschappelijk beschreven in 1899 door Ogilby.